# گوکچادا
گوکچادا (به ترکی استانبولی: Gökçeada) یک منطقهٔ مسکونی در ترکیه است که در استان چناق‌قلعه واقع شده‌است. گوکچادا ۶٬۲۲۹ نفر جمعیت دارد.